# Eduardo Labougle Carranza
Eduardo Labougle Carranza (Buenos Aires, 31 de octubre de 1883-ibídem, 21 de marzo de 1965) fue un diplomático argentino, que se desempeñó como ministro plenipotenciario de su país en varias naciones y embajador de su país en Alemania, Chile y Brasil.

## Biografía
Hijo de Luisa Carranza Mármol y Adolfo Labougle Lagraña (1858-1926). Entre sus 10 hermanos se encontraban los también diplomáticos Ricardo Labougle Carranza y Raúl Labougle Carranza.

### Carrera temprana
Estudió en la Facultad de Derecho y Ciencias Sociales de la Universidad de Buenos Aires, recibiendo su doctorado en derecho. Se unió al servicio exterior en 1905. En 1909 se convirtió en subdirector de los departamentos de África y América del Norte en el Ministerio de Relaciones Exteriores y Culto. En 1910 fue jefe del protocolo durante la visita oficial del presidente José Figueroa Alcorta a las celebraciones del Centenario de Chile. En 1911 fue secretario de embajada de primera clase en La Haya. En 1913 fue secretario de embajada de primera clase en Washington D. C. De 1914 a 1918 fue secretario de embajada de primera clase y encargado de negocios en Berlín.

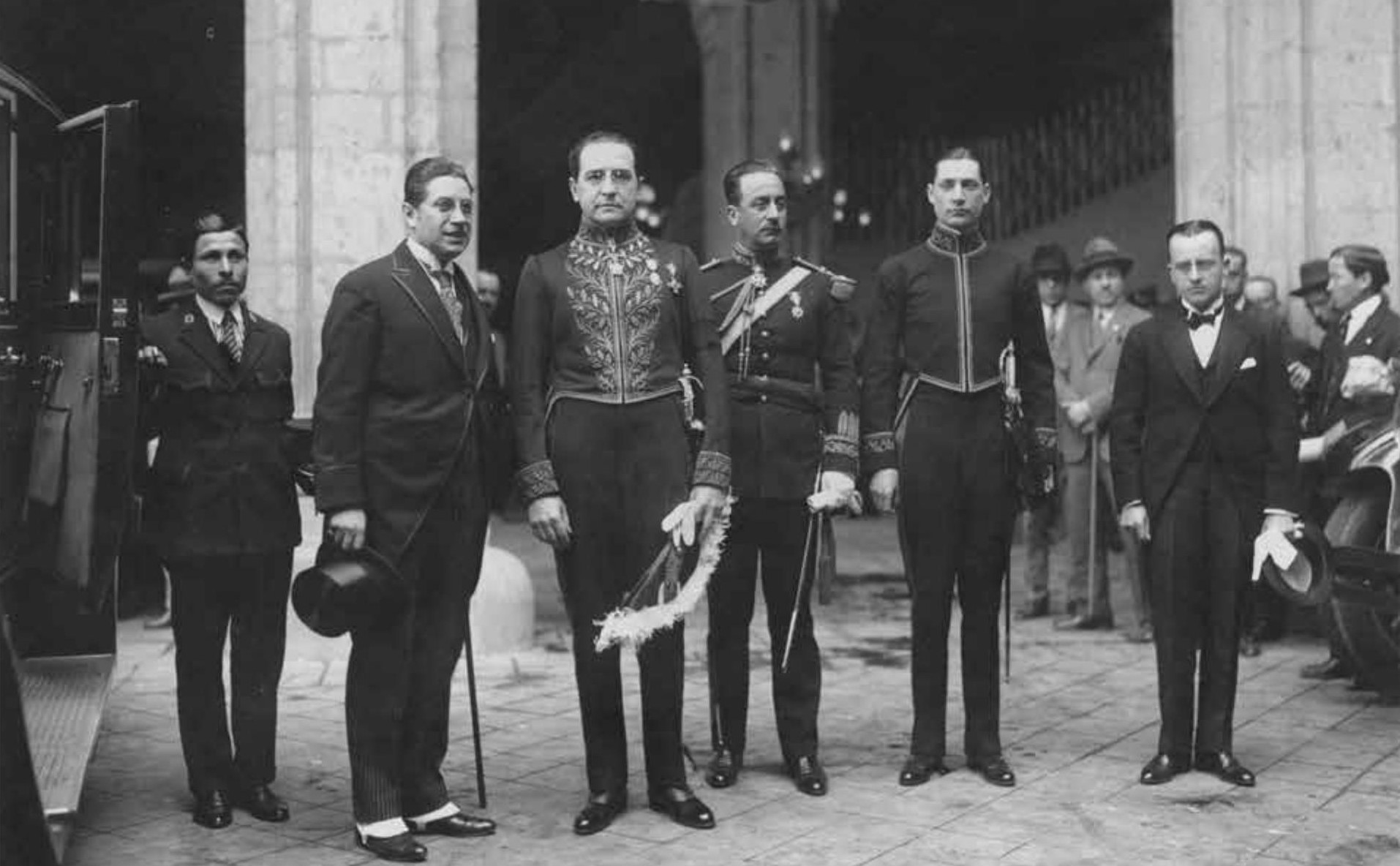
Presentación de cartas credenciales en México.

En 1919 fue encargado de negocios en Cuba, y entre 1921 y 1924 fue enviado extraordinario y ministro plenipotenciario en Colombia, ocupando el mismo cargo en Venezuela de 1921 a 1926. En esos años fue nombrado miembro de las academias de historia de Colombia y Venezuela y de la Asociación de Derecho Internacional.
En 1926, fue nombrado embajador argentino en México. Envió al gobierno de Marcelo Torcuato de Alvear una invitación de Plutarco Elías Calles para conversar sobre la producción del petróleo nacionalizado mexicano con expertos argentinos. El 9 de julio de 1927, abrió un centro escolar en la Ciudad de México, que fue nombrado en honor a Domingo Faustino Sarmiento.
En 1927 fue nombrado ministro plenipotenciario en Suecia, acreditado además ante Dinamarca y Noruega, y en 1930 también en Finlandia. Al año siguiente, fue enviado a Portugal.
En 1928 fue delegado en el Congreso Internacional de Ciencias Históricas celebrado en Oslo. En 1935 fue asistente del IX Congreso Internacional Penal y Penitenciario de Berlín y fue delegado argentino en la Asamblea de la Sociedad de las Naciones.

### Embajador en Alemania
En 1932 Labougle le entregó a Paul von Hindenburg su carta de acreditación como embajador en Alemania. También fue acreditado ante Austria y Hungría. Después de la transferencia de poder al Partido Nacionalsocialista Obrero Alemán (NSDAP), Labougle habló con Adolf Hitler varias veces. Mantuvo también relación con otras figuras y altos mandos nazis, aunque no se adhirió al nazismo, informado al Ministerio de Relaciones Exteriores y Culto sobre la persecución a judíos mediante una serie de informes y despachos durante sus siete años como embajador. También protestó ante el gobierno alemán por los excesos del nazismo.
El 29 de marzo de 1933, Labougle informó al ministro de Relaciones Exteriores argentino, Carlos Saavedra Lamas, sobre los llamamientos de boicot del NSDAP contra los judíos.

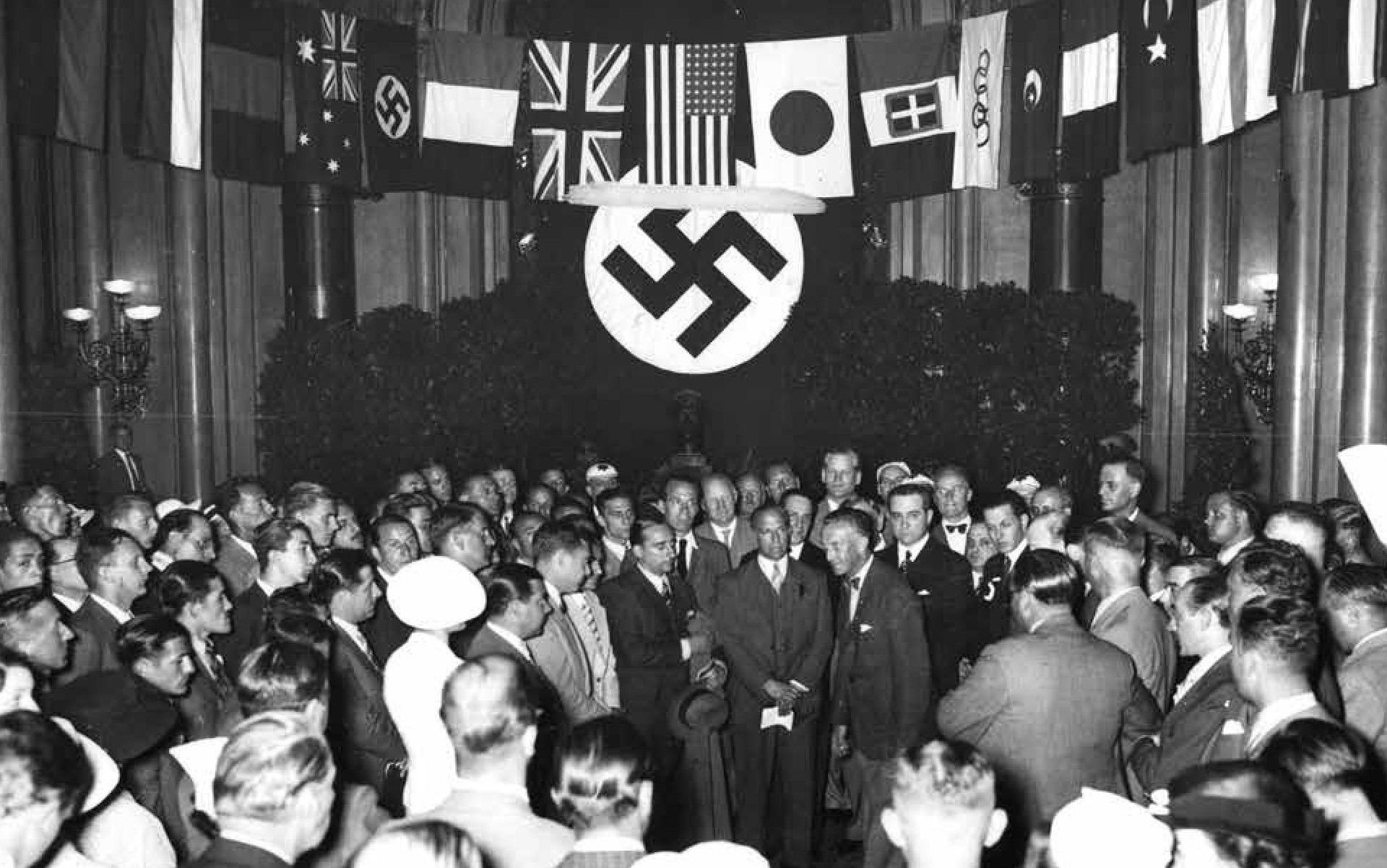
Labougle presencia el recibimiento a la delegación argentina en Berlín, julio de 1936.

La Cancillería Argentina mediante un dictamen del consejero legal Isidoro Ruiz Moreno,  reconocía que los judíos naturalizados argentinos que residían en Alemania estaban amparados por el Tratado de Amistad, Comercio y Navegación suscrito en 1857. Pero al mismo tiempo Ruiz Moreno indicaba que dichas personas «eran alemanes viviendo en Alemania», quedando bajo potestad de la legislación nazi.
El 23 de junio de 1938, informó al canciller José María Cantilo sobre las solicitudes de protección diplomática en los consulados argentinos de judíos expatriados del Reich alemán, que se identificaron con pasaportes argentinos. El 12 de julio de 1938, el canciller Cantilo dictó la Circular MREyC Nº 11/1938, que encomendaba a las representaciones diplomáticas y consulares argentinas en Europa que nieguen la entrada a Argentina a cualquier persona sospechosa de abandonar o querer abandonar su país de origen porque se consideran indeseables o han sido expulsados, independientemente del país o del motivo de su expulsión. Dicha circular intentaba frenar el ingreso en el país de perseguidos por el nazismo. La misma fue oficialmente derogada en 2005. En 1939, el Ministerio de Relaciones Exteriores y Culto le limitó el accionar hacia judíos, al ordenarle intervenir en los casos que «la nacionalidad, los sentimientos y la vinculación argentinas del recurrente sean efectivos y reales».
Dejó la embajada en Berlín en julio de 1939 y fue condecorado con el grado gran cruz de la Orden del Águila Alemana.

### Años posteriores
Tras dejar Alemania, fue embajador en Chile hasta 1940.
En agosto de 1940 fue nombrado embajador en Brasil, presentando sus cartas credenciales en octubre de ese mismo año. Renunció al cargo en junio de 1942. Paralelo a dicho cargo, integró el Comité Jurídico Panamericano para la Neutralidad con sede en Río de Janeiro y fue delegado a la Tercera Reunión de Consulta entre los Ministros de Relaciones Exteriores de las Repúblicas Americanas en esa misma ciudad, en la cual se recomendó la ruptura de relaciones diplomáticas entre los países americanos y las Potencias del Eje. Argentina mantuvo su neutralidad, por política del presidente Ramón S. Castillo y el canciller Enrique Ruiz Guiñazú, con oposición del embajador Labougle, quien creía que dicha política era funcional a Hitler.
En 1956 regresó al servicio exterior, siendo enviado a Alemania Occidental como embajador por el gobierno de facto de la Revolución Libertadora hasta agosto de 1957.

## Obra
- José Antonio Miralla: poeta argentino: precursor de la independencia de Cuba, Buenos Aires: Rosso y Cía. (1924).
- Alemania en la paz y en la guerra: su desarrollo económico, el problema alimenticio, medidas de emergencia. Buenos Aires: Agencia general de librería y publicaciones (1924).
- Los utópicos de todos los tiempos (1926).
- La Revolution Allemande de 1918, Universitaires de France Paris, Presses (1928).
- Misión en Berlín. Buenos Aires: Editorial G. Kraft (1946).